# Tour de France 1909
Il Tour de France 1909, settima edizione della Grande Boucle, si svolse in quattordici tappe tra il 2 luglio e il 1º agosto 1909, per un percorso totale di 4 488 km. Fu vinto per la prima e unica volta dal lussemburghese François Faber, al secondo podio di fila nella corsa dopo il secondo posto del 1908.
Si trattò della prima vittoria alla Grande Boucle per un corridore di nazionalità non francese, nonché del primo Tour vinto da un corridore lussemburghese. Faber concluse con 37 punti, davanti ai francesi Gustave Garrigou (al secondo podio del Tour come secondo classificato, dopo identico risultato raccolto nell'edizione 1907) e Jean Alavoine (per la prima volta sul podio di Parigi in qualità di terzo classificato).

## Tappe
| Tappa  | Data      | Percorso           | km    | Vincitore di tappa   | Leader cl. generale  |
| ------ | --------- | ------------------ | ----- | -------------------- | -------------------- |
| 1ª     | 5 luglio  | Parigi > Roubaix   | 272   | Cyrille Van Hauwaert | Cyrille Van Hauwaert |
| 2ª     | 7 luglio  | Roubaix > Metz     | 398   | François Faber       | François Faber       |
| 3ª     | 9 luglio  | Metz > Belfort     | 259   | François Faber       | François Faber       |
| 4ª     | 11 luglio | Belfort > Lione    | 309   | François Faber       | François Faber       |
| 5ª     | 13 luglio | Lione > Grenoble   | 311   | François Faber       | François Faber       |
| 6ª     | 15 luglio | Grenoble > Nizza   | 345   | François Faber       | François Faber       |
| 7ª     | 17 luglio | Nizza > Nîmes      | 345   | Ernest Paul          | François Faber       |
| 8ª     | 19 luglio | Nîmes > Tolosa     | 303   | Jean Alavoine        | François Faber       |
| 9ª     | 21 luglio | Tolosa > Bayonne   | 299   | Constant Menager     | François Faber       |
| 10ª    | 23 luglio | Bayonne > Bordeaux | 269   | François Faber       | François Faber       |
| 11ª    | 25 luglio | Bordeaux > Nantes  | 391   | Louis Trousselier    | François Faber       |
| 12ª    | 27 luglio | Nantes > Brest     | 321   | Gustave Garrigou     | François Faber       |
| 13ª    | 29 luglio | Brest > Caen       | 415   | Paul Duboc           | François Faber       |
| 14ª    | 1º agosto | Caen > Parigi      | 251   | Jean Alavoine        | François Faber       |
| Totale | Totale    | Totale             | 4 488 |                      |                      |

## Squadre e corridori partecipanti
Parteciparono alla competizione sette squadre oltre ai corridori "Isolati".
| N. | Cod. | Squadra         |
| -- | ---- | --------------- |
| -  | -    | Nil-Supra       |
| -  | -    | Alcyon-Dunlop   |
| -  | -    | Biguet-Dunlop   |
| -  | -    | Le Globe        |
| -  | -    | Atala-Dunlop    |
| -  | -    | Legnano-Pirelli |
| -  | -    | Felsina         |
| -  | -    | Isolati         |

## Resoconto degli eventi
Per la terza volta consecutiva il Tour affrontò lo stesso identico percorso, con lo stesso chilometraggio. Anche la partenza a Parigi fu confermata a Pont de la Jatte.
La gara vide il successo nella prima frazione del belga Cyriel Van Hauwaert ma, dalla seconda tappa, iniziò il dominio incontrastato del lussemburghese François Faber che si rivelò più forte degli avversari sia in pianura che in salita, regalando così il primo successo in una grande corsa a tappe al Lussemburgo. Riuscì a vincere cinque tappe consecutive, un'impresa che nessun altro ciclista è stato in grado di eguagliare. Inoltre, nelle tappe con arrivo a Metz e Belfort, riuscì a vincere con un vantaggio di oltre mezz'ora sul secondo classificato. Davanti a tale supremazia nulla poté Gustave Garrigou, che dovette accontentarsi di una vittoria di tappa e di un altro secondo posto nella classifica finale dopo quello del 1907. Al terzo posto finisce invece Jean Alavoine.
Il vincitore Faber tornerà una terza volta consecutiva sul podio parigino nel Tour 1910, ma al secondo posto.
Al Tour de France 1909 parteciparono 150 corridori e 55 giunsero a Parigi. Il trionfatore François Faber fu anche il corridore con il maggior numero di vittorie parziali di questa edizione del Tour, sei successi sulle quattordici tappe previste, di cui cinque ottenuti consecutivamente (dalla seconda alla sesta frazione), un record imbattuto. Jean Alavoine si aggiudicò due tappe mentre Cyriel Van Hauwaert, Ernest Paul, Constant Menager, Louis Trousselier, Gustave Garrigou e Paul Duboc vinsero una tappa ciascuno.

## Classifiche finali

### Classifica generale
| Pos. | Corridore            | Squadra       | Punti |
| ---- | -------------------- | ------------- | ----- |
| 1    | François Faber       | Alcyon-Dunlop | 37    |
| 2    | Gustave Garrigou     | Alcyon-Dunlop | 57    |
| 3    | Jean Alavoine        | Alcyon-Dunlop | 66    |
| 4    | Paul Duboc           | Alcyon-Dunlop | 70    |
| 5    | Cyrille Van Hauwaert | Alcyon-Dunlop | 92    |
| 6    | Ernest Paul          | Indipendente  | 95    |
| 7    | Constant Menager     | Le Globe      | 102   |
| 8    | Louis Trousselier    | Alcyon-Dunlop | 114   |
| 9    | Eugène Christophe    | Indipendente  | 139   |
| 10   | Aldo Bettini         | Indipendente  | 142   |